# Peter von Winter

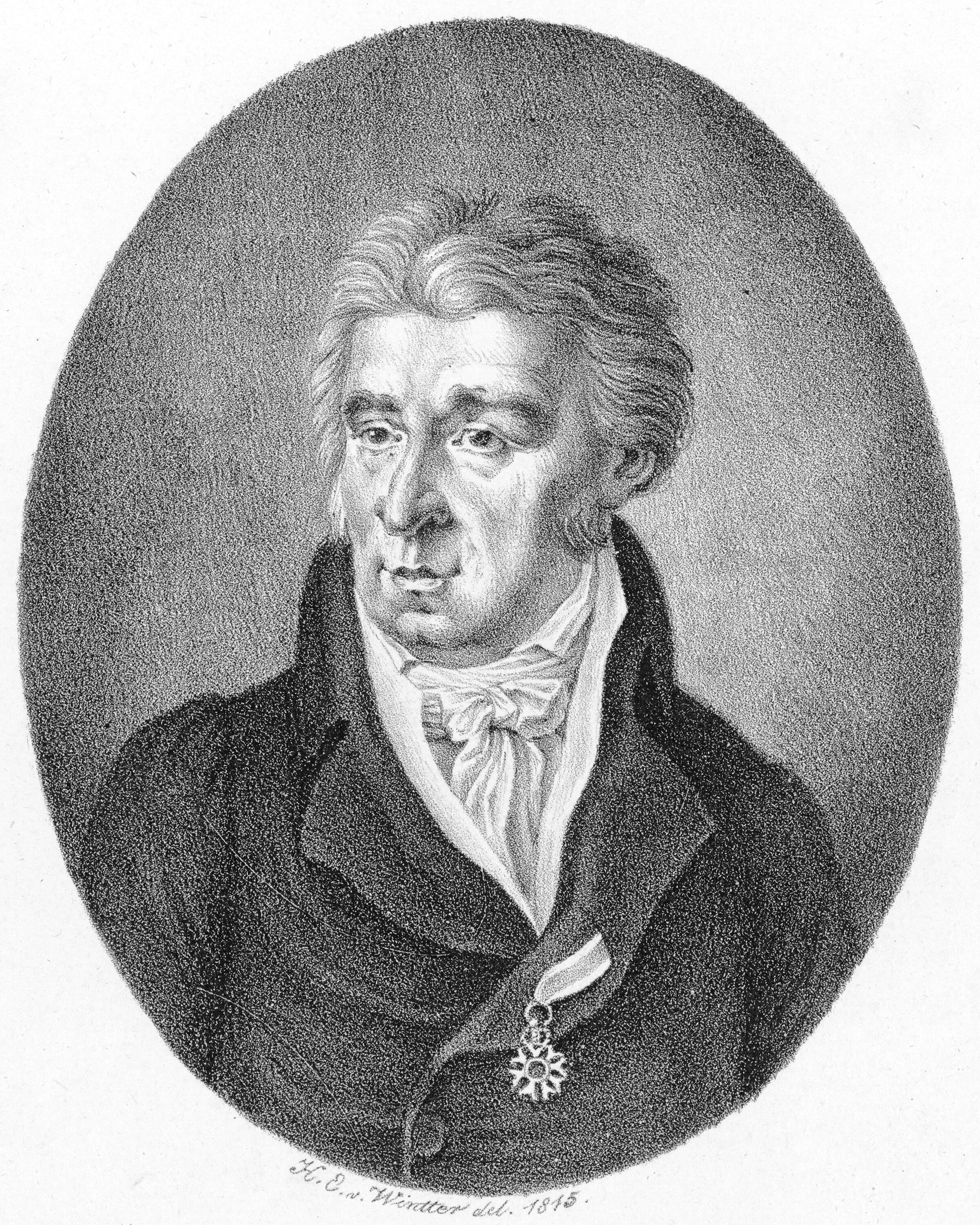
Peter von Winter (1815)

Peter von Winter (bis 1814 Peter Winter; getauft 28. August 1754 in Mannheim; † 17. Oktober 1825 in München) war ein deutscher Komponist, Gesangslehrer und Kapellmeister.

## Leben
Peter Winter war der Sohn eines Brigadiers am Kurfürstlichen Hof in Mannheim. Im Alter von zehn Jahren spielte er bereits in der Mannheimer Hofkapelle als Geiger und ist 1773 als Contrabassist bezeugt, und ab 1776 war er als Violinist mit dem Titel „Hofmusicus“ fest verpflichtet. Zur selben Zeit wurde er Leiter der privaten Sängertruppe von Theobald Marchand, die deutsche Singspiele aufführte.
In Mannheim war Winter wie Franz Danzi (und später auch Carl Maria von Weber und Giacomo Meyerbeer) Schüler von Abbé Vogler. Als die Mannheimer Hofkapelle dem Kurfürsten Karl Theodor 1778 in seine neue Residenz München folgte, übersiedelte auch Winter dorthin (wie Danzi, Cannabich u. a.). Im selben Jahre heiratete er die Schneiderstochter Marianne Grosser. Von München aus unternahm er zahlreiche Konzertreisen. Mit einem kurfürstlichen Stipendium durfte er 1780/81 zusammen mit seinem Orchesterkollegen Franz Tausch nach Wien gehen, um Unterricht bei Antonio Salieri zu nehmen. 1787 wurde er in München Vize-, 1798 Hofkapellmeister für die Vokalmusik. 1811 gründete er die Musikalische Akademie, die bis heute in den Akademiekonzerten des Bayerischen Staatsorchesters fortlebt. Christian Friedrich Daniel Schubart hebt in seinen „Ideen zur Ästhetik einer Tonkunst“ Winters Symphonien und deren Behandlung von Moll-Episoden hervor.
Sein Hauptwerk ist das 1796 in Wien uraufgeführte Singspiel Das unterbrochene Opferfest, das in ganz Europa bis ins mittlere 19. Jahrhundert hinein überaus erfolgreich war; es wurde letztmals wohl 1917, anlässlich einer Opernfestwoche in Leipzig, gezeigt. Die Popularität des Werks lässt sich auch an der Komposition von sieben Variationen über Kind, willst du ruhig schlafen durch Beethoven (WoO 75) ablesen. Wie Goethe versuchte Winter sich mit der „großen heroisch-komischen Oper“ Das Labyrinth oder der Kampf mit den Elementen (1798) auf einen Text von Schikaneder an einer Fortsetzung von Mozarts Zauberflöte. Auch eine der Vertonungen von Goethes Singspiel Scherz, List und Rache stammt von Winter.
Im Verlaufe ausgedehnter Reisen stellte Winter sein Bühnenschaffen in ganz Europa vor. Neben seinen zahlreichen Bühnenwerken schuf er aber auch Kompositionen in den Bereichen der Kammer- und Orchestermusik, darunter einige stets dreisätzige Sinfonien und Solokonzerte. Im Jahre 1808 wurde er Mitglied des Pariser Konservatoriums, 1815 der königlichen Musikakademie von Schweden. Zum fünfzigjährigen Jubiläum als Hofmusiker wurde er am 23. März 1814 von König Max Joseph von Bayern mit dem Verdienstorden der Bayerischen Krone ausgezeichnet und dadurch in den persönlichen Adelsstand erhoben. Als Musikpädagoge erwarb sich der nunmehrige Peter von Winter Verdienste durch die Publikation seiner „Vollständige(n) Singschule“ im Jahre 1825. Nach seinem Tode widmete ihm die Allgemeine Musikalische Zeitung in Leipzig einen langen, vierzehn Seiten umfassenden Artikel, der seine damalige Einschätzung als einen der wichtigsten deutschen Komponisten seiner Zeit ausdrückte.

## Grabstätte

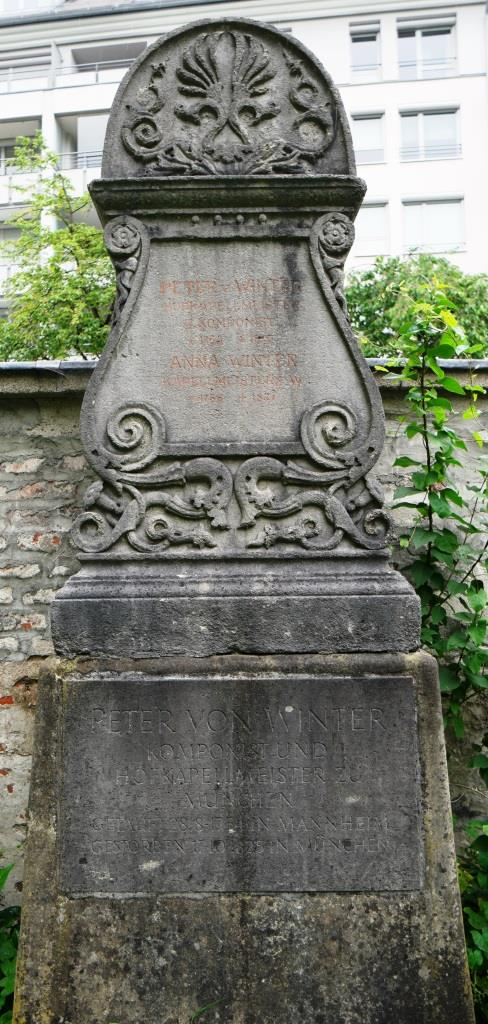
Grab von Peter Winter auf dem Alten Südlichen Friedhof in München

Die Grabstätte von Peter von Winter befindet sich auf dem Alten Südlichen Friedhof in München (Mauer rechts, Platz 309 bei Gräberfeld 18) Standort.

## Werke

### Symphonische Werke
- Symphonien:  Nr. 1 D-Dur; Nr. 2 F-Dur; Nr. 3 B-Dur (im Druck erschienen 1795); Sinfonia D-Dur „Schweriner“ (undatiert)
- Konzert für Klarinette und Orchester Es-Dur (vor 1793)
- Konzert für Oboe und Orchester F-Dur (1811)
- Konzert Nr. 2 für Flöte und Orchester d-Moll (1813)
- Ouverture a grand orchestre c-Moll op. 24 (1817)
- Six Entr'Actes (1807–1811)

### Ballette
Alle in München uraufgeführt
- Pyramus und Tisbe (1779)
- La mort d’Hector (1779)
- Die Liebe Heinrichs IV. und der Gabriele oder Die Belagerung von Paris (1779)
- Der französische Lustgarten (1779)
- Baierische Lustbarkeiten oder Die Heirat durch Gelegenheit (1779)
- Ines de Castro (1780)
- Vologesus (Il trionfo della verità) (1786)
- La mort d’Orphée et d’Euridice (1792)

### Kirchliche Vokalmusik
- Missa brevis
- Missa solemnis
- Missa (1799)
- Pastoralmesse (1805)
- Requiem für Joseph II. für 4 Stimmen und Orchester (1790)
- Missa di Requiem per 4 voci e orchestra
- Diversi salmi per voci soliste, coro e orchestra (Psalmen)
- 2 Te Deum
- Stabat Mater
- Zahlreiche Messen

### Opern
- Cora und Alonzo (Melodram, Libretto von J. M. von Babo, 1778, München)
- Lenardo und Blandine (Melodram, Libretto von J. F. von Göz, nach Gottfried August Bürger, 1779, München) (Digitalisat: Handschrift)
- Reinhold und Armida (Melodram, Libretto von J. M. von Babo, basierend auf La Gerusalemme liberata von Torquato Tasso, 1780, München)
- Helena und Paris (Ernsthaftes Singspiel, Libretto von K. J. Förg, nach Ranieri de’ Calzabigi, 1782, München)
- Das Hirtenmädchen (Singspiel, Libretto von H. Braun, 1784, München)
- Der Bettelstudent, oder Das Donnerwetter (Singspiel, Libretto von Paul Weidmann, nach La cueva de Salamanca von Miguel de Cervantes, 1785, München)
- Bellerophon (Ernsthaftes Singspiel, Libretto von Johann Friedrich Binder von Krieglstein, 1785, München)
- Circe (Opera seria, Libretto von D. Perelli), nicht aufgeführt
- Medea und Jason (Melodram, Libretto von A. C. von Törring-Seefeld, 1789, München)
- Psyche (Heroisches Singspiel, Libretto von Karl Friedrich Müchler, 1790, München)
- Jery und Bäteli (Singspiel, Libretto von Johann Wolfgang von Goethe, 1790, München)
- Das Lindenfest, oder Das Fest der Freundschaft (Operette), nicht aufgeführt
- Scherz, List und Rache (Scapin und Scapine) (Singspiel, Libretto von Johann Wolfgang von Goethe, 1790, München)
- Catone in Utica (Dramma per musica, Libretto von Pietro Metastasio, 1791, Venedig)
- Antigona (Opera seria, Libretto von Marco Coltellini, 1791, Neapel)
- Il sacrifizio di Creta, ossia Arianna e Teseo (Dramma per musica, Libretto von Pietro Pariati, 1792, Venedig)
- I fratelli rivali (Dramma giocoso, Libretto von M. Botturini, 1793, Venedig) (Digitalisat: Handschrift)
- Belisa, ossia la fedeltà riconosciuta (Dramma tragicomico, Libretto von A. Pepoli, 1794, Venedig)
- Die Thomasnacht (Komische Oper, 1795 Bayreuth)
- Ogus, ossia Il trionfo del bel sesso (Il tartaro convinto in amore) (Dramma giocoso, Libretto von Giovanni Bertati, 1795, Prag) – Wiederaufführung Neuburger Kammeroper 2007
- I due vedovi (Libretto von Giovanni De Gamerra, 1796, Wien)
- Das unterbrochene Opferfest (Il sacrifizio interrotto; Le sacrifice interrompu; The Oracle, or The Interrupted Sacrifice) (Heroisch-komische Oper, Libretto von Franz Xaver Huber, 1796, Wien) (Digitalisat: Klavierauszug)
- Babylons Pyramiden (Heroisch-komische Oper, Libretto von Emanuel Schikaneder, 1797, Wien)
- Pigmalione (Dramma semiserio, 1797, München) (Digitalisat: Handschrift)
- Das Labyrinth, oder Der Kampf mit den Elementen (Der Zauberfloete zweiter Theil) (Heroisch-komische Oper, Libretto von Emanuel Schikaneder, 1798, Wien) – Wiederaufführung Cuvilliés-Theater München 1978 (bearb.), Oper Chemnitz 2002 (bearb.) und Salzburger Festspiele 2012 (gekürzt) (Digitalisat: Klavierauszug)
- Der Sturm (Große Oper, Libretto von F. X. Kaspar, nach The Tempest von William Shakespeare, 1798, München) (Digitalisat: Handschrift)
- Marie von Montalban (Ernsthaftes Singspiel, Libretto von Karl Reger, nach Johann Nepomuk Komarek, 1800, München)
- Tamerlan (Libretto di E. Morel de Chédeville, basierend auf L'orphelin de la Chine von Voltaire, 1802, Paris)
- La grotta di Calipso (Opera seria, Libretto von Lorenzo da Ponte, 1803, London)
- Il trionfo dell'amor fraterno (Opera seria, Libretto von Lorenzo Da Ponte, 1804, London)
- Il ratto di Proserpina (Opera seria, Libretto von Lorenzo Da Ponte, 1804, London)
- Zaira (Libretto von Lorenzo da Ponte, nach Voltaire, 1805, London)
- Der Frauenbund (Komische Oper, Libretto von J. M. von Babo, 1805, München)
- Die beiden Blinden (Singspiel, Libretto von Franz Ignaz von Holbein, 1810, München)
- Salomons Urtheil (1808, München)
- Colmal (Heroische Oper, Libretto von Matthäus von Collin, nach Ossian, 1809, München)
- Die Pantoffeln (Singspiel, Libretto von J. F. Schink, 1811, Hamburg)
- Maometto (Tragedia, Libretto: Felice Romani, nach Voltaire, 1817, Mailand Teatro alla Scala) – Wiederaufführung (CD-Einspielung) bei Rossini in Wildbad 2002
- I due Valdomiri (Opera seria, Libretto von Felice Romani, 1817, Mailand)
- Etelinda (Opera semiseria, Libretto von Giuseppe Rossi,  1818, Mailand)
- Der Sänger und der Schneider (Singspiel, Libretto von Friedrich von Drieberg, 1820, München) (Digitalisat: Handschrift)

### Konzertarie
- Arie für Sopran, Soloklarinette und Streicher „Torni al tuo sen la calma“ (1788)

### Schriften
- Vollständige Singschule in 4 Abtheilungen mit teutschen, italienischen und französischen Vorbemerkungen und Erläuterungen. Sr. Ma Maximilian Joseph König von Baiern in tiefster Ehrfurcht gewidmet, Mainz 1825. (Gesangschule)